# 尼爾·阿當斯
尼爾·占士·阿當斯（英語：Neil James Adams，1965年11月23日—） 是一名英格蘭前足球運動員，場上司職中場，出身史篤城，曾效力愛華頓、奧咸及诺里奇城，並為英格蘭U21上陣1場，退役轉任教練，曾任诺里奇城的領隊。
阿當斯在家鄉球隊史篤城開展足球事業，並獲稱讚為有前途的翼鋒球員，愛華頓為此於1986年6月支付15萬英鎊取得阿當斯首肯加盟。但連串的傷患導致他未能在葛迪遜公園球場盡展所長，三年後阿當斯轉投奧咸。在新球隊他成為主力球員，協助奧咸在1992年升班到新成立的英超，並且晉身1990年聯賽盃決賽，僅以1球小負於諾定咸森林而屈居亞軍。阿當斯其後於1994年2月以25萬鎊身價加盟诺里奇城，效力6年期間均為隊中主力。他於1999年重返奧咸效力多兩年後退役。高掛球靴後阿當斯一度擔任诺福克郡BBC電台的足球評述員，其後返回諾域治出任青訓學院教練，領導球隊奪得2012/13年足總青年盃冠軍。2014年4月當克里斯·休顿被诺里奇城辭退後，阿當斯獲邀請接任領隊，但未能挽救球隊的降班命運。於英冠初期站穩前列位置，但季中成績一落千丈，10戰僅獲1勝，在2015年1月5日於英格蘭足總盃出局後尼爾·阿當斯宣佈請辭，執教僅9個月，並將短暫脫離足球，待7月才歸隊，但新職務尚未透露，一隊教練麦克·费兰暫代職務。

## 榮譽
愛華頓
- 英格蘭甲組聯賽冠軍：1986/87年；

奧咸
- 英格蘭乙組聯賽冠軍：1990/91年；
- 英格蘭聯賽盃亞軍：1990年；

## 外部連結
- Career information at ex-canaries.co.uk （页面存档备份，存于）
- Neil Adams career stats at Soccerbase